# Юрген Мілевскі
Юрген Мілевскі (нім. Jürgen Milewski, нар. 19 жовтня 1957, Ганновер) — німецький футболіст, що грав на позиції нападника.
Виступав, зокрема, за «Гамбург», у складі якого двічі ставав чемпіоном ФРН і виборював Кубок чемпіонів УЄФА, а також за національну збірну Німеччини.

## Клубна кар'єра
У дорослому футболі дебютував 1975 року виступами за команду клубу «Ганновер 96», в якій провів три сезони, взявши участь у 72 матчах чемпіонату, здебільшого у Другій Бундеслізі. 
Протягом 1978—1979 років захищав кольори команди вищолігової берлінської «Герти».
Своєю грою за останню команду привернув увагу представників тренерського штабу клубу «Гамбург», до складу якого приєднався 1980 року. Відіграв за гамбурзький клуб наступні п'ять сезонів своєї ігрової кар'єри. Більшість часу, проведеного у складі «Гамбурга», був основним гравцем атакувальної ланки команди. У складі «Гамбурга» був одним з головних бомбардирів команди, маючи середню результативність на рівні 0,37 голу за гру першості. У 1982 і 1983 роках вигравав з командою чемпіонат Німеччини, а 1983 року також став володарем Кубка чемпіонів УЄФА.
Завершив професійну ігрову кар'єру у французькому «Сент-Етьєні», за команду якого виступав протягом 1985—1986 років.

## Виступи за збірну
1981 року дебютував в офіційних матчах у складі національної збірної Німеччини. Протягом наступних чотирьох років зрідка викликався до лав національної команди, однак провів у її формі лише 3 матчі.

## Титули і досягнення
- Чемпіон Німеччини (2):

«Вікторія» (Гамбург): 1981-1982, 1982-1983
- Володар Кубка чемпіонів УЄФА (1):

«Вікторія» (Гамбург): 1982-1983